# جايسون بورجوازي
جايسون بورجوازي (بالإنجليزية: Jason Bourgeois)‏ هو لاعب كرة قاعدة أمريكي، ولد في 4 يناير 1982 في هيوستن في الولايات المتحدة.

## وصلات خارجية
- جايسون بورجوازي على موقع دوري كرة القاعدة الرئيسي (الإنجليزية)
- جايسون بورجوازي على موقعبيزبول رفرنس.كوم (الدوري الرئيسي) (الإنجليزية)
- جايسون بورجوازي على موقعبيزبول رفرنس.كوم (الدوري الثانوي) (الإنجليزية)
- جايسون بورجوازي على موقع إي إس بي إن.كوم (أم.أل.بي) (الإنجليزية)
- جايسون بورجوازي على موقع مشجعي الرسوم البيانية (الإنجليزية)